# Elecciones presidenciales de Santo Tomé y Príncipe de 2006
Las elecciones presidenciales de Santo Tomé y Príncipe se celebraron el 30 de julio de 2006. Fradique de Menezes, del Movimiento Democrático de las Fuerzas del Cambio-Partido Liberal, buscó la reelección y debió enfrentarse a Patrice Trovoada, de Acción Democrática Independiente (antiguo partido de De Menezes), quien además era apoyado por el Movimiento para la Liberación de Santo Tomé y Príncipe / Partido Social Demócrata y otros partidos menores, y al candidato independiente Nilo Guimarães. De Menezes obtuvo una abrumadora victoria con más del 60% de los votos, mientras que Trovoada estuvo cerca del 39% y Guimaraes no superó el 1%. La participación electoral fue del 64.9% del electorado.

## Resultados
| Candidato                          | Partido                                                          | Votos  | %     |
| ---------------------------------- | ---------------------------------------------------------------- | ------ | ----- |
| Fradique de Menezes                | Movimiento Democrático de las Fuerzas del Cambio-Partido Liberal | 34.859 | 60.58 |
| Patrice Trovoada                   | Acción Democrática Independiente                                 | 22.339 | 38.82 |
| Nilo Guimarães                     | Independiente                                                    | 342    | 0.59  |
| Votos en blanco/anulados           | Votos en blanco/anulados                                         | 1.638  | -     |
| Total                              | Total                                                            | 59.178 | 100   |
| Votantes registrados/participación | Votantes registrados/participación                               | 91.119 | 64.9  |
| Fuente: Nohlen et al.              |                                                                  |        |       |